# Crowfoot
Crowfoot o Isapo-Muxila (vora Calgary, Alberta, 1825-1890) fou un cabdill sitsika, que esdevingué cap de la confederació blackfoot i partidari de la pau. El 1866 rescatà dels cree el capellà Albert Lacombe. El 1876 rebutjà aliar-se amb Bou Assegut en la seva lluita contra els nord-americans, i el 1877 fou el principal portaveu de la confederació blackfoot en el Tractat Número 7 amb Canadà. El 1883 cercà la pau amb els ferrocarrils i rebutjà unir-se a les revoltes tant del seu fill adoptiu, el cree Poundmaker, com la del líder métis Louis Riel. Tots els seus fills van morir de verola, i ell mateix va morir de tuberculosi.